# リュッツェルバッハ
リュッツェルバッハ (ドイツ語: Lützelbach) はドイツ連邦共和国ヘッセン州オーデンヴァルト郡に属す町村（以下、本項では便宜上「町」と記述する）。

## 地理

### 位置
この町は、オーデンヴァルト北部のヘッセン州とバイエルン州の州境に面した森の豊かな地域に位置する。

### 隣接する市町村
リュッツェルバッハは、北はブロイベルクおよびオーベルンブルク・アム・マイン、東はヴェルト・アム・マインおよびクリンゲンベルク・アム・マイン（以上の3市町村はバイエルン州ミルテンベルク郡）、南はミヒェルシュタットおよびバート・ケーニヒ、西はヘーヒスト・イム・オーデンヴァルトと境を接する。

### 自治体の構成
この町は、以下の地区から構成される。
- リュッツェル＝ヴィーベルスバッハ（この地区に行政機能が置かれている）
- ゼックマウエルン
- ハイングルント
- ブライテンブルン: この集落は、1273年に最初の記録が遺るが、おそらく起源はもっと古く11世紀に遡る
- リムホルン

## 行政

### 議会
この町の町議会は、31議席からなる。

### 首長
町長のウーヴェ・オルトは2005年2月27日の選挙で56.8%の票を獲得して町長に選出された。

## 文化と見所
見所は、オーデンヴァルトリーメス沿いに遺るローマ時代の見張り塔の基礎部分の遺構や、リュッツェルバッハ城およびゼックマウエルン城の跡である。

## 宗教
ドイツ語話者のイスラム教徒のための文化センター「ハウス・デス・イスラム」がある。

## 引用
1. ↑  Hessisches Statistisches Landesamt: Bevölkerung in Hessen am 31.12.2023 (Landkreise, kreisfreie Städte und Gemeinden, Einwohnerzahlen auf Grundlage des Zensus 2011)]